# Незабітув
Незабітув (пол. Niezabitów) — село в Польщі, у гміні Понятова Опольського повіту Люблінського воєводства.
Населення — 411 осіб (2011).

## Демографія
Демографічна структура станом на 31 березня 2011 року:
|          | Загалом | Допрацездатний вік | Працездатний вік | Постпрацездатний вік |
| -------- | ------- | ------------------ | ---------------- | -------------------- |
| Чоловіки | 214     | 46                 | 151              | 17                   |
| Жінки    | 197     | 31                 | 125              | 41                   |
| Разом    | 411     | 77                 | 276              | 58                   |